# Espigão d'Oeste
Espigão d'Oeste este un oraș în Rondônia (RO), Brazilia.